# 俺色にそまれ
『俺色にそまれ』（おれいろにそまれ）は米米CLUBの18枚目のシングル。1994年9月21日発売。発売元はSony Records。

## 概要
半年振りの新曲。前作「ア・ブラ・カダ・ブラ」と歌詞の一部が重なっている。
両曲共にサッカー関連タイアップソングでTBS系1994年広島アジア競技大会中継イメージソングと、Jリーグ・鹿島アントラーズ選手入場曲である。本作は1994年4月～5月迄のツアー「SHARISHARISM IOTA」で初披露され、ミュージック・ビデオも本ツアーからの引用。

## 収録曲
- 全作詞・作曲・編曲：米米CLUB

1. 俺色にそまれ
  - TBS系1994年広島アジア競技大会中継イメージソング
2. SUCESSO-OBRIGADO!! ZICO-
  - Jリーグ・鹿島アントラーズ選手入場曲（茨城県立カシマサッカースタジアム）

## 収録アルバム
- Phi II (#1)
- HARVEST SINGLES 1992-1997 (#1)